# Ruellia heterosepala
Ruellia heterosepala är en akantusväxtart som beskrevs av Raymond Benoist. Ruellia heterosepala ingår i släktet Ruellia och familjen akantusväxter. Inga underarter finns listade i Catalogue of Life.